# William Varley
William Michael Varley, ameriški veslač, * 6. november 1880, New York, † oktober 1968, New York.
Varley je za ZDA nastopil na Poletnih olimpijskih igrah 1904 v St. Louisu, kjer je nastopal v disciplinah dvojni dvojec in dvojec brez krmarja. V dvojnem dvojcu je s partnerjem Johnom Mulcahyjem osvojil zlato medaljo, v dvojcu brez krmarja pa sta osvojila srebro.